# Förhistoriska brandgravar
Förhistoriska brandgravar är gravar som har det gemensamt att de har anlagts efter att kroppen har bränts, i förhistorisk tid oftast på ett bål. Urnefältskulturen under yngre bronsålder tillämpade brandgravskick och gravarna samlades på gravfält, tyska urnenfelder, dvs fält med nedsatta urnor. Likbränning var vanligt under tiden från yngre bronsålder till kristendomens genombrott under vikingatid / tidig medeltid. Det förekom också tidigare under förhistorien men då är gravformerna oklara men fynd av kremerade i form av spridda bränd människoben är relativt vanliga under stenåldern.
Knut Stjernas doktorsavhandling Bidrag till Bornholms befolkningshistoria under järnåldern som publicerades i Antikvarisk tidskrift för Sverige / Adertonde delen ger bra definitioner av olika typer av brandgravar : 
Med urnebrandgrav menas i denna avhandling en grav bestående av en urna innehållande brända ben och andra lämningar efter likbränningen (bålmörja). Står urnan i en grop, kallas graven urnebrandgrop. Graven är då en primärgrav. Urnebrandgraven kan även vara nedsatt i en samtidig eller äldre gravhög såsom primär eller sekundär urnebrandgrav i hög. Med brandgrop menas en grav, bestående av en i marken urholkad grop, i vilken nedösts ben jämte bålmorja. Är benen och bålmörjan utbredda på ett horisontalt plan kallas graven brandflak. (citat med moderniserat språk).

## Brandgravar
Brandgravar var vanliga i den nordiska forntiden. Den döde brändes då antingen i ett bål. Sen kunde bålet täckas av en hög eller en stensättning. Om bålplatsen täcktes som den var efter bålet får man ett brandflak. Placerades askan med sot och brandrester efter den döde i en grop får man en brandgrop. Plockas benen ut från bålresterna och placeras i ett kärl får man en urnegrav. Ibland rentvättades benen innan de lades i graven eller urnan. Offergåvor brändes oftast med kroppen men lades ibland i graven efter likbränningen.
Många förhistoriska stensättningar, gravhögar och de mera praktfulla kungshögar som finns i Norden är brandgravar. Detta betyder ofta att arkeologiska undersökningar av gravarna ger färre fynd och mindre kunskap.

## Urnegravar

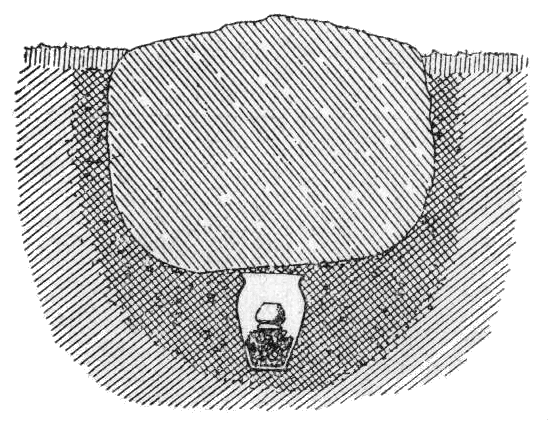
Urnegrav från järnåldern, funnen i Västergötland

En urnegrav var en förhistorisk brandgrav i vilken rensade ben från de avlidnas kremerade kroppar förvarades i en behållare, som vanligen bestod av ett keramikkärl eller kärl av trä eller näver, tätat med harts, eller i en på annat sätt klart avgränsad gömma. Urnegravar kan omges av en mindre stekista, eller täckas av en täckhäll. Under början på brandgravskicket förekom att de brända benen lades i en ekstockkista.

## Urnebrandgrop
En urnebrandsgrop är en urnegrav där urnan med innehåll grävts ner i en grop som innehåller resterna efter likbålet. Urnebrandsgropar förekommer under yngre bronsåldern och järnåldern i Skandinavien.

## Brandgrop
En brandgrop är en nedgrävning fylld med rester från likbålet, brända ben blandade med träkol och brända gravgåvor. Brandgropen är en  form av brandgravskicket och blir vanlig först under järnåldern men förekommer redan under yngre bronsåldern i Sydskandinavien, särskilt på Bornholm.

## Bålmörja
Bålmörja skrivs ibland bålmölja, mölja/mörja=gröt eller blandningar av lerliknande konsistens) är benämningen på resterna från ett gravbål efter en likbränning. Resterna består oftast av en fet sot/kolblandad sörja, innehållande brända ben.
I brandgravar är det vanligaste att benen tagits ut från bålet, ibland även tvättats. Ibland förekommer även sot och kolstycken från bålet. Bålmörja i själva gravsättningen är förhållandevis ovanligt.
Ordet GRAVMÖRJA i SAOB. arkeol. eldbrandsrester i en grav (ofta blandade med resterna av det som nedlagts vid gravsättningen); bålmörja. (Kärlet) innehöll hårdt packad, vanlig fin grafmörja. Referenser Dybeck i tids Runa 1848, s. 9. Vitterhetsakademins Månadsblad 1872, s. 56

## Systematisk översikt
Brandgravarna under flat mark kunna indelas enligt följande skema:
A. Brandgravar med brända vita ben utan bålmörja. 
1. Med lerurna eller annat benhölje (flatmarksurnegrav).
2. Utan omhölje fritt i jorden (benhög).
B. Brandgravar med brända ben och bålmörja (brandgrop). 
1. Med lerurna eller annat benhölje. 
a. Rena ben i urnan, bålmörja utanför. Urnebrandgrop
b. Både ben och bålmörja i urnan samt vanligen till en del utanför. 
2. Utan lerurna eller synligt benhölje med benen och bålmörjan anbragta i en grop (egentlig brandgrop) (benen ibland för sig).

## En gravbeskrivning
Gravskick: Brandgropens utformning bestod av en rektangulär brandgrop med stenskoning och täckstenar, betecknas stensättning med brandgrop. Över brandgropen låg ett tiotal cirka 0,05-0,2 meter stora kalk- och gråstenar. Gråstenarna låg främst längs kanterna och många av dem var eldpåverkade, under de gråstenar som låg i sidorna fanns på en del ställen små, cirka 0,05-0,1 meter långa kantställda kalkflisor. I nordvästra hörnet låg en flat kalkhäll som lutande inåt och som var cirka 0,4 meter lång. Nedgrävningen hade sluttande sidor och plan botten. Nere i gropen låg många små stenar, varav många var skörbrända gråstenar. I det relativt sotiga brandgropsinnehållet påträffades brända ben och ganska ytligt i södra delen obrända ben. Graven är i N (NV) – S (SO)-riktning. Gravföremål: En järnnit. (Citerat av BRANDGRAVAR Yngre järnålder i Broe, Halla socken, på Gotland. En studie i olika metoder, med fokus på kremeringen. Högskolan på Gotland D-uppsats i osteologi Vt 2007 Författare: Ida Johansson)
Av denna återgivna grav kan man förstå att dessa termer är förenklingar av en verklighet som innehåller sammansatta grav med olika delar som inte lätt kan passa i de schabloner som presenterats här.